# Пелска магическа табличка
Пелската магическа табличка (на гръцки: Κατάδεσμος της Πέλλας) е древногръцка магическа табличка, открита в 1986 година. Табличката представлява оловен свитък, съдържащ магическо заклинание (на гръцки κατάδεσμος), датиращ от първата половина на IV век пр. Хр. (около 375 – 350 пр. Хр.). Заклинанието е публикувано в списание „Елиники Диалектология“ в 1993 година. Табличката е един от четирите известни текста, които може би представят местната диалектна форма на старогръцкия език в Македония, като и четирите са дорийски. Това подкрепя хипотезтата, че в Македония се е говорило дорийски диалект, предложена по-рано на базата на западногръцките форми на македонските имена. Така Пелската магическа табличка е използвана като аргумент, че древният македонски език е един от дорийските диалекти, част от северозападния гръцки.

## Описание
Заклинанието е умолително и с любовен храктер – думата ΕΡΗΜΑ или „изоставена“ е често срещана в молби към божествените сили. Написано е от жена, вероятно наречена Дагина (Δαγίνα), чийто любим Дионисофонт (Διονυσοφῶν, генитив: Διονυσοφῶντος) очевидно се кани да се ожени за Тетима (Θετίμα, атическата форма е Θεοτίμη). Жената призовава „Макрон и демоните“ (παρκαττίθεμαι μάκρωνι καὶ [τοῖς] δαίμοσι; на атически παρκαττίθεμαι е παρακατατίθεμαι) да накарат Дионисофонт да се ожени за нея вместо за Тетима и никога да не се жени за друга жена освен ако тя самата не извади и не разгърне свитъка, а тя самата да остарее до Дионисофонт.
Магическите таблички съдържат заклинания, написани на устойчиви материали като олово, камък или печена глина и тайно са заравяни, за да се осигури оцеляването им, което гарантира трайността на ефекта им. Езикът на табличката от Пела е очевидна форма на северозападен гръцки и ниският социален статус на авторката, видим от речника ѝ и от вярата ѝ в магии, показва, че форма на северозападен гръцки е говорена от ниските класи в Пела през IV век. В Древна Гърция обаче не само средните и ниските социални прослойки са практикували магия. Доста заможни хора също са използвали магически таблички за любов, отмъщение и спортни победи.
Според Д. Р. Джордън от Университета „Дюк“ табличката датира от „средата на IV век или малко по-рано“.

## Текст

### Оригинал
1. [ΘΕΤΙ]ΜΑΣ ΚΑΙ ΔΙΟΝΥΣΟΦΩΝΤΟΣ ΤΟ ΤΕΛΟΣ ΚΑΙ ΤΟΝ ΓΑΜΟΝ ΚΑΤΑΓΡΑΦΩ ΚΑΙ ΤΑΝ ΑΛΛΑΝ ΠΑΣΑΝ ΓΥ-
2. [ΝΑΙΚ]ΩΝ ΚΑΙ ΧΗΡΑΝ ΚΑΙ ΠΑΡΘΕΝΩΝ ΜΑΛΙΣΤΑ ΔΕ ΘΕΤΙΜΑΣ ΚΑΙ ΠΑΡΚΑΤΤΙΘΕΜΑΙ ΜΑΚΡΩΝΙ ΚΑΙ
3. [ΤΟΙΣ] ΔΑΙΜΟΣΙ ΚΑΙ ΟΠΟΚΑ ΕΓΩ ΤΑΥΤΑ ΔΙΕΛΕΞΑΙΜΙ ΚΑΙ ΑΝΑΓΝΟΙΗΝ ΠΑΛΕΙΝ ΑΝΟΡΟΞΑΣΑ
4. [ΤΟΚΑ] ΓΑΜΑΙ ΔΙΟΝΥΣΟΦΩΝΤΑ ΠΡΟΤΕΡΟΝ ΔΕ ΜΗ ΜΗ ΓΑΡ ΛΑΒΟΙ ΑΛΛΑΝ ΓΥΝΑΙΚΑ ΑΛΛ᾽ Η ΕΜΕ
5. [ΕΜΕ Δ]Ε ΣΥΝΚΑΤΑΓΗΡΑΣΑΙ ΔΙΟΝΥΣΟΦΩΝΤΙ ΚΑΙ ΜΗΔΕΜΙΑΝ ΑΛΛΑΝ ΙΚΕΤΙΣ ΥΜΩΝ ΓΙΝΟ-
6. [ΜΑΙ ΦΙΛ]ΑΝ ΟΙΚΤΙΡΕΤΕ ΔΑΙΜΟΝΕΣ ΦΙΛ[ΟΙ] ΔΑΓΙΝΑΓΑΡΙΜΕ ΦΙΛΩΝ ΠΑΝΤΩΝ ΚΑΙ ΕΡΗΜΑ ΑΛΛΑ
7. [ΤΑΥΤ]Α ΦΥΛΑΣΣΕΤΕ ΕΜΙΝ ΟΠΩΣ ΜΗ ΓΙΝΗΤΑΙ ΤΑ[Υ]ΤΑ ΚΑΙ ΚΑΚΑ ΚΑΚΩΣ ΘΕΤΙΜΑ ΑΠΟΛΗΤΑΙ
8. [....]ΑΛ[-].ΥΝΜ .. ΕΣΠΛΗΝ ΕΜΟΣ ΕΜΕ Δ᾽ ΕΥ[Δ]ΑΙΜΟΝΑ ΚΑΙ ΜΑΚΑΡΙΑΝ ΓΕΝΕΣΤΑΙ
9. [-]ΤΟ[.].[-].[..]..Ε.Ε.Ω[?]Α.[.]Ε..ΜΕΓΕ [-]

### Български
1. На [Тети]ма и Дионисофонт церемонията и брака проклинам и на всички други же-
2. [ни], и вдовици и девици, но на Тетима в частност, и поверявам на Макрон и
3. демони[те], и (само) когато изкопая отново и разгърна и прочета това,
4. [тогава] тя може да се омъжи за Дионисофонт, но не и преди, да не взима друга жена освен мен,
5. [Аз] да остарея с Дионисофонт и никоя друга. Умолителка ваша ста-
6. [вам приятелката си] да пожалите, скъпи демони, Дагина (?) на всички приятели и изоставена, но
7. пазете ми [това] за да не станат тези неща и по лош начин лошата Тетима да изчезне
8. [...] и аз да стана щастлива и благословена.
- Макрон на ред 2 е най-вероятно името на починалия, в чийто гроб е положена табличката. Това е обичайно, тъй като се е вярвало, че умрелият ще предаде посланието на хтоничните духове на подземния свят – демоните от редове 3 и 6.
- Лиспващата дума на ред 6 между Умолителка ваша ставам и „да пожалите“ е издълбана на ръба на свитъка и единственото, което може да се прочете е, че тя е кратка и завършва на AN. PHILAN (приятелка) е вероятна реконструкция, но в никакъв случай не единствената. Ако е вярна думата PHILAN би могла да бъде както личното име Фила, така и нарицателното приятелка или скъпа. Във втория случай преводът е „Приятелката си пожалете, скъпи демони“. А в първия – лично име ще е перфектно тук, но тъй като името на авторката на заклинанието не е споменато никъде другаде, няма как да се знае каква е липсващата дума.
- Думата ΔΑΓΙΝΑ на ред 6 е необяснима и не е засвидетелствана в друг източник, дори и като лично име. Дюбоа предполага че е грешно изписване на ΔΑΠΙΝΑ.[10] Ако това е така ΔΑΠΙΝΑ ще е (също незасвидетелствано) македонско изписване на думата смирена, на атически ταπεινή. В този случай изречението гласи „тъй като съм смирена за всички приятели и изоставена“. Друга възможност е ΔΑΠΙΝΑ да е свързана с δαγύς, кукла, особено в магията (Гръцко-английски лексикон, p. 364).
- ΙΜΕ също е необяснимо, но може би е грешно изписване на ΕΜΙ, съм, което на атически е εἰμι.

## Значение
Откриването на Пелската табличка, според Оливие Масон, подкрепя възгледа, че древномакедонският език е форма на северозападен гръцки.:
| „ | В противоречие с по-ранните възгледи за него (македонския) като еолийски диалект (О. Хофман го сравнява с тесалийския) трябва да мислим за връзка със северозападния гръцки (локридски, етолийски, фокидски, епирски). Този възглед се подкрепа от скорошното откритие в Пела на магическа табличка (IV век пр. Хр.), която може би е първият засвидетелстван „македонски“ текст (E. Voutyras; cf. the Bulletin Epigraphique in Rev. Et. Grec. 1994, no. 413); текстът включва наречието ΟΠΟΚΑ, което не е тесалийско. | “ |

На същото мнение е и Джеймс О'Нийл от Университета на Сидни, който е автор на „Дорийски форми в македонските надписи“, представен на Конференцията на Австралийското общество за класически изследвания в 2005 година:
| „ | Магическа табличка от IV век пр. Хр. от Пела има форми, които са очевидно дорийски, но в различна дорийска форма от всички гръцки диалекти от райони, гранични с Македония. Три други, много кратки надписа от IV век също са безспорно дорийски. Това показва, че в Македония е говорен дорийски диалект, нещо което се очаква от западногръцките форми на имената в Македония. И все пак по-късно македонските надписи са на койне, избягващи и дорийските форми на думите и македонското озвучаване на съгласните. Местният македонски диалект е станал неподходящ за писмени документи. | “ |

Професор Йоханес Енгелс от Кьолнския университет твърди, че Пелската магическа табличка дава доказателства в подкрепа на факта, че македонският е северозападен гръцки диалект
| „ | Друго много важно свидетелство изва от така наречената Пелска магическа табличка. Това е текст, написан на дорийски гръцки и открит в 1986 г. [...] Това е преценявано като най-важното антично свидетелство, подкрепящо това, че македонският е северозападен гръцки и предимно дорийски диалект. | “ |

### Цитирана литература
- Bloomer, Martin. The Contest of Language: Before and Beyond Nationalism.   Notre Dame, Indiana, University of Notre Dame Press, 2005. ISBN 0-268-02190-2.
- Curbera, Jaime и др. Curse Tablets from Pydna //  Greek, Roman, and Byzantine Studies 43.   Duke University, 2002 – 2003. с. 109 – 128.
- Damon, Cynthia, Miller, John F., Myers, K. Sara. Vertis in Usum: Studies in Honor of Edward Courtney.   München and Leipzig, Germany, Walter de Gruyter, 2002. ISBN 3-598-77710-8.
- Dubois, Laurent. Une Tablette de Malediction de Pella: S’Agit-il du Premier Texte Macédonien //  Revue des Études Grecques 108.   1995. с. 190 – 197.
- Fantuzzi, Marco, Hunter, Richard L. Tradition and Innovation in Hellenistic Poetry.   Cambridge, United Kingdom, Cambridge University Press, 2004. ISBN 0-521-83511-9.
- Fortson, Benjamin W. Indo-European Language and Culture: An Introduction (Second Edition).   West Sussex, United Kingdom, John Wiley and Sons Limited, 2010. ISBN 1-4051-8896-0.
- Gager, John G. Curse Tablets and Binding Spells from the Ancient World.   Oxford, United Kingdom, Oxford University Press, 1999, [1992]. ISBN 0-19-513482-6.
- Hammond, Nicholas G.L. The Macedonian State: Origins, Institutions and History. Reprint.   Oxford, Oxford University Press, 1993, [1989]. ISBN 0-19-814927-1.
- Jordan, D. R. New Greek Curse Tablets (1985 – 2000) //  Greek, Roman, and Byzantine Studies 41.   Duke University, 2000. с. 5 – 46.  Архивиран от оригинала на 2019-01-30.
- Masson, Olivier, Dubois, Laurent. Onomastica Graeca Selecta.   Geneva, Switzerland, Librairie Droz, 2000. ISBN 2-600-00435-1.
- Masson, Olivier. Macedonian Language //  The Oxford Classical Dictionary. Revised 3rd.   Oxford, Oxford University Press, 2003, [1996]. ISBN 0-19-860641-9. с. 905 – 906.
- Meier-Brügger, Michael. Indo-European Linguistics.   Berlin, Walter de Gruyter, 2003. ISBN 978-3-11-017433-5.
- Roisman, Joseph, Worthington, Ian. A Companion to Ancient Macedonia.   Malden, MA, John Wiley and Sons, 2010. ISBN 1-4051-7936-8.
- Voutiras, Emmanuel. Dionysophōntos Gamoi: Marital Life and Magic in Fourth Century Pella.   Amsterdam, The Netherlands, J.C. Gieben, 1998. ISBN 90-5063-407-9.